# Estratocracia
A estratocracia (do grego στρατός , stratos, "exército" e κράτος , kratos, "domínio", "poder") é uma forma de governo liderada por chefes militares. Não é o mesmo que uma ditadura militar, em que o poder político dos militares não é aplicado ou mesmo apoiado por outras leis. Em vez disso, a estratocracia é uma forma de governo em que o Estado e os militares são tradicionalmente ou constitucionalmente a mesma entidade e as posições do governo são sempre ocupadas por líderes militares. O poder político dos militares é apoiado por lei e pela sociedade. Numa estratocracia o líder não tem que ser autocrático, por natureza, a fim de preservar o seu direito de governar.
Historicamente, o termo foi usado pelos gregos para descrever a estrutura da falecida República Romana, e mais tarde o Império, onde não havia distinção entre escritórios militares e civis, e nomeações para cargos governamentais exigiam serviço militar e promoções. O mais próximo equivalente moderno a um estratocracia é o Conselho de Estado para a Paz e o Desenvolvimento de Myanmar (Birmânia), que é sem dúvida diferente da maioria das outras ditaduras militares na medida em que é completamente abolida a constituição civil e o Legislativo. Uma nova Constituição, que entrou em vigor em 2010, cimentou a detenção do poder pelo regime militar através de mecanismos como a reserva de 25% das cadeiras no Legislativo para os militares.